# 黄勉之
黃勉之（1853年—1919年），江蘇江寧人，清朝古琴演奏家。曾在北京以「金陵琴社」為名教授古琴，自署「廣陵正宗琴社」。

## 生平
早年經歷不詳，一說其原本姓童，因事改變姓名。
曾學琴於蕭山陶夢蘭，後為了向廣陵派琴家枯木禪師學琴出家。由於枯木禪師頗具盛名，黃勉之常自稱自己的琴學得自「廣陵正宗」。
在京師宣武門南自家設立「金陵琴社」傳授琴藝，“教人無倦容，課期既定，雖嚴寒酷暑大風雨不輟”。教有弟子楊宗稷、賈闊峰、史荫美、溥侗、張之洞、葉詩夢、李濟、桂伯鑄等人。另外，他也結識張百熙、 王樹楠、閻錫山、馮恕、章華等達官顯貴，以及陳寅恪等文化人。
1917年曾應聘至長沙教琴，一年後回到北京。1919年病逝於宣武門南的家中，享年66歲，葬於北京龍樹寺張文襄公祠之西，墓誌銘由王樹楠撰寫。
在黃勉之過世後，賈闊峰承接「金陵琴社」的招牌，傳有弟子樂瑛、溥雪齋等人。而楊宗稷則自立門戶，以「九嶷琴社」為名傳授琴藝，管平湖、彭祉卿、關仲航等人皆曾向楊習琴。

## 琴藝
指下功力深，看起來雖不用力，但取音堅實明亮，能透過琴底，有金石之聲。對琴譜中的吟、猱、節拍（板眼）、呼吸、姿勢等要求嚴求。教學採用傳統的口傳心授，師生二人面對面對彈，直到二人一致。常教的曲目有〈漁歌〉、〈平沙落雁〉、〈漁樵問答〉。而據楊宗稷記載，他曾向黃勉之學的曲目有〈洞天春曉〉、〈羽化登仙〉、〈秋鴻〉、〈胡笳〉、〈水仙操〉、〈塞上鴻〉、〈瀟湘水雲〉、〈離騷〉、〈箕山操〉、〈釋談章〉、〈鷗鷺忘機〉、〈梅花三弄〉、〈石上流泉〉、〈山居吟〉、〈猗蘭〉、〈挾仙遊〉、〈漁歌〉、〈平沙落雁〉、〈陽關三疊〉、〈四大景〉等二十曲，黃勉之擅長的曲目之廣可見一斑。

## 軼事
據管平湖的說法，黃勉之武功很好，而且相當耐寒，一般人在北京的寒冬中穿上厚衣時，黃勉之卻穿得很單薄。平常不愛說話，表情也不多，但彈琴時精神好到簡直判若兩人。其墓碑文上則稱「雄峻凝整，若武夫按剑危坐，凛凛然不可肆以干。」

## 延伸閱讀
- 《琴學叢書．黃勉之傳》